# Огниво
Огни́во — приспособление для получения открытого огня. Имело широкое распространение до конца XVIII — начала XIX веков, когда были изобретены спички и стали появляться, а затем и массово производиться различные виды зажигалок. На сегодняшний момент пользуется популярностью среди туристов. Простейшее огниво состоит из кресала, кремня и трута. Сноп искр, высекаемых от удара кремня о кресало, воспламеняет трут, тлеющий трут раздувают, а при хорошем качестве трута — немедленно вспыхивает пламя.

## Кресало
Кресало (от «кресать», то есть «высекать огонь», «тесать камень», «рубить огнивом из кремня»), также называемое кромсалом (от «кромсать», то есть «резать»), резалом или тесалом. Представляет собой кусочек пирофорного металла или сплава. При ударе о кремень из кресала вырезаются мелкие стружки, и, так как при резании металл значительно разогревается, разогретые стружки воспламеняются, взаимодействуя с кислородом, содержащимся в воздухе. Процесс схож со шлифованием металлического предмета на точильном камне, где мелкие стружки железа воспламеняются на воздухе, образуя сноп искр.
Первоначально в качестве пирофорного металла использовали железо. Однако железо — довольно твёрдый и инертный материал, добиться искр руками было тяжело. В начале XX века кресала стали изготавливать из мишметаллов, наиболее распространённым из которых в настоящее время является ферроцерий — сплав церия, железа, лантана и суммы лантаноидов.
- Древнее кресало
- Современные кресала для зажигалок из мишметалла

## Кремень
Креме́нь — кусочек твёрдого материала, значительно твёрже материала кресала. При ударе кремнём о кресало кремень должен поцарапать кресало с образованием мелкой стружки. Размеры и форма кремня должны способствовать хорошему удержанию его рукой. Лучшему высеканию искры способствует наличие на кремне острых кромок, которыми из кресала вырезается мелкая стружка.
В качестве кремня в старину чаще всего применялся природный минерал кремень, состоящий из кристаллического и аморфного кремнезёма (не следует путать кремень как элемент конструкции огнива и минерал, эти слова — омонимы). На поверхности минерала не должно быть видимых трещин, так как минерал очень хрупок. Структура минерала не должна быть слоистой для исключения намокания в объёме.
Также могли использоваться практически любые другие твердые минералы от кварца до кремнистого сланца. Особняком стоит такой минерал, как пирит. Обладая достаточной твёрдостью для высекания искр из железа, пирит сам экзотермически реагирует с кислородом при температурах около 1000 градусов, увеличивая эффект искр от кресала. В паре с более твёрдыми минералами типа кремня пирит может использоваться в качестве кресала.
С переходом материала кресала на мишметаллы требования к твёрдости кремня снизились и вместо минерала стали применять закалённую сталь. В домашних условиях кремень можно изготовить из напильника или любого обломка высокоуглеродистой стали.

## Трут
В качестве трута выбирается любой материал, способный к возгоранию (тлению) при попадании на него искр. Помимо традиционных волокнистых материалов и стружки некоторых бурно окисляющихся металлов, можно использовать бумагу, порох, горючие жидкости и газы и т. п.

### Трут из целлюлозы
В качестве трута издавна используются природные растительные материалы, специально обработанные и подготовленные:
- хлопок (ткань, вата);
- высушенный мох, кору деревьев, траву, деревянную стружку;
- волокна льна;
- трутовые грибы.

Такой трут состоит из целлюлозы, и потому чаще всего представляет собой опалённую сухую ткань (тряпку). Для быстрого воспламенения трут должен быть сухим, поэтому его предварительно опаливают пламенем. Предполагается, что при опаливании происходит возгонка летучих легковоспламеняющихся компонентов (терпентинов, смол и других), содержащихся в неочищенной растительной целлюлозе и оседающих на поверхности волокон. Для предотвращения намокания трут хранят в сухой герметичной таре, так же, как и кремень. Жестяная коробочка для трута была так широко распространена, что получила собственное название — трутница.

### Металлический трут
В современных огнивах вместо намокающего волокнистого трута иногда используют магниевую стружку, нарезаемую ножом из брусочка магния. Магниевая стружка легко загорается от искр и быстро горит жарким пламенем. Для удобства магниевый брусок и стерженёк ферроцериевого сплава совмещают в единой конструкции.
Металлический трут сложнее в применении в сравнении с традиционным трутом. Магний легко окисляется на воздухе, покрываясь защитной плёнкой из оксида магния, поэтому хранить готовую магниевую стружку долго нельзя. Лёгкая мелкая стружка легко рассыпается при порывах ветра или при неаккуратных движениях. В отличие от волокнистого трута, металлическая стружка не тлеет, а сразу сгорает за секунды.

## Галерея
- Старинное огниво
- Старинное огниво с трутницей
- Лабораторное огниво для розжига горелок
- «Вечная спичка». Бензин и фитиль в качестве трута
- Конструкция с трутом и кресалом из мишметалла

## Техника зажигания огнивом
При попытке зажечь трут с использованием огнива производятся следующие действия:
- проверяется сухость и качество применяемых компонентов;
- сухой трут укладывается на какую-либо поверхность из горючих материалов;
- «кремень» удерживается одной рукой в непосредственной близости от трута (на расстоянии 3-5 см);
- кресало удерживается другой рукой и прижимается к поверхности «кремня»;
- кресало приводится в движение со скоростью, достаточной для образования снопа жёлто-оранжевых искр. Искры поджигают трут;
- тлеющий трут раздувается, а при хорошем качестве трута — немедленно вспыхивает пламя.

## Огниво в мировой культуре
- Цепь Ордена Золотого руна, учрежденного Филиппом III Добрым, герцогом Бургундским в 1430 году, состоит из чередующихся кресал и стилизованных кремней.
- В 1835 году датский писатель Ханс Кристиан Андерсен написал сказку «Огниво».
- На гербе Сербии изображён двуглавый орёл, на груди орла — красный щит, на щите — крест с четырьмя кресалами. Кресала по форме напоминают буквы С. Аббревиатура «СССС» трактуется как девиз «Само слога Србина спасава» («Только единство спасёт сербов»).

## Развитие идеи огнива

### Кремнёвое огнестрельное оружие
С XVI до XIX века идея огнива широко использовалась в механизмах воспламенения пороха огнестрельного оружия. Были широко распространены такие конструкции, как кремнёвый замок и колесцовый замок, где трение кремня и кресала осуществлялось под действием пружины, спускаемой курковым механизмом.
- 4 - кремень
5 - кресало
6 - полка с порохом
- Действие кремнёвого замка старинного оружия

### Современные зажигалки
В наши дни принцип огнива широко используется в газовых и бензиновых зажигалках для поджига топлива. Колёсико кремня с насечками, выполненное из закалëнной стали, прокручивается пальцем, высекая искры из прижатого к нему пружинкой кресала, в виде цилиндрика из мишметалла. Очень распространённый способ получения пламени в зажигалках, наряду с пьезоэлементами. 